# Gino Piccio
Don Gino Piccio (Cuccaro Monferrato, 12 settembre 1920 – Ottiglio, 10 marzo 2014) è stato un presbitero e attivista italiano.
 Prete operaio, è stato per molti anni il più autorevole esperto italiano del metodo di coscientizzazione messo a punto da Paulo Freire.

## Biografia
Gino Piccio entra in seminario a diciotto anni, senza particolari pulsioni religiose, con l'obiettivo di poter studiare ed evitare il  conflitto mondiale. Per gravi problemi di salute ha già perso l'uso di un polmone. Grazie ad alcuni assistenti spirituali, tra cui don Primo Mazzolari, sente crescere progressivamente in sé la vocazione.
Viene ordinato sacerdote il 29 giugno 1947 e frequenta il gruppo sacerdotale missionario fondato da Mons. Vittorio Moietta (che diventerà vescovo di Nicastro), maturando un interesse verso gli ultimi che lo guiderà nell'impegno sociale. Nel 1960 diventa parroco alla chiesa di Santo Stefano a Casale Monferrato, ma nel 1967 ottiene il permesso di rinunciare definitivamente alla Parrocchia e dedicarsi completamente alla predicazione. Diventa  prete operaio, affitta un modesto locale a Casale e lì allestisce un piccolo cenacolo frequentato dalle anime cattoliche più inquiete. Si trasferisce infine a vivere in una cascina nei pressi di Ottiglio dove studia e impara ad applicare il metodo  Freire.
Ai suoi funerali celebrati nel duomo di Casale Monferrato, il cardinale Severino Poletto, dinanzi a cinquanta sacerdoti arrivati da ogni parte d'Italia, affermò: «È stato un prete dal carisma particolare, che ha preceduto, come spirito, quello di Papa Francesco che raccomanda a noi sacerdoti di andare nelle periferie, non soltanto come luoghi, ma nelle periferie dello spirito».

## L'esperienza da prete operaio
Mandato a lavorare nei campi dai modesti genitori già all'età di 14 anni, Gino Piccio ha sempre considerato il lavoro manuale un modo per avvicinare le persone nei momenti più veri della loro esistenza. Pur ordinato prete, alla fine degli anni '40 fa il bracciante agricolo ed il consigliere spirituale tra le mondine del Vercellese. 
Nel 1966, ispirato dai dibattiti che seguirono il Concilio Vaticano II, ottiene (terzo prete in Italia dopo Bruno Borghi e Sirio Politi) dal vescovo Angrisani il permesso di lavorare in una piccola fabbrica del casalese, dove rimane per sei anni. 
Dopo un periodo di predicazione tra i sacerdoti del Monferrato, passa tre anni a lavorare come volontario tra le vittime del terremoto del Friuli e tre anni tra i terremotati dell'Irpina.
L'autonomia economica è strettamente coerente con la predicazione della povertà del clero. «In seminario un giorno il mio padre spirituale mi disse: "Prima di tutto se ti farai prete, non devi mettere i soldi in banca, perché se ti avanza una lira, vuol dire che appartiene a qualcun altro".

## La pedagogia degli oppressi
Don Gino Piccio risulta essere la persona che ha maggiormente applicato in Italia il metodo del pedagogo brasiliano Paulo Freire, che unendo l'ottica marxista e quella cattolica ha elaborato una teoria per liberare i popoli oppressi.
Nel 1972 Don Piccio legge il libro La pedagogia degli oppressi e ne rimane ammaliato. Cerca subito di mettere in atto quanto ha appreso in un piccolo paese del Monferrato, dal quale viene allontanato dopo qualche settimana dalle forze dell'ordine.
Nello stesso anno decide di andare a trovarlo di persona a Ginevra, dove è esiliato, per affinare la tecnica e riproporla. Dopo altri cinque tentativi, poco fortunati, di applicazione del metodo, ritorna nel 1975 dallo studioso che lo esorta a non abbattersi per gli insuccessi e a cercare più mediazione con le autorità. 
In seguito al Terremoto del Friuli, nel 1976 la Caritas di Casale Monferrato chiede a Don Piccio di organizzare una squadra di volontari che corra in aiuto alle persone colpite dal sisma. Nel comune di Attimis Don Piccio rimane fino al 1978 coordinando centinaia di volontari che sotto la direzione di un capomastro (unico retribuito) ricostruiscono le case danneggiate dei più poveri. Accanto al lavoro di ricostruzione, svolge attività di socializzazione e di sensibilizzazione con gli abitanti del posto.
Di ritorno dal Friuli, Don Piccio si confronta nuovamente con il metodo Freire. Nasce così il progetto di Verrua Savoia (settembre 1978 - maggio 1980). Il paese agricolo della pianura vercellese vive un progressivo svuotamento della popolazione, dovuto all'apertura di una fabbrica vicino a Chivasso; metà degli abitanti è anziana e l'assistenza sanitaria è il problema più sentito. La reazione provocata dall'applicazione del metodo Freire obbliga l'amministrazione a costruire una casa di accoglienza e a favorire l'installazione di linee telefoniche anche nelle frazioni più lontane dell'abitato.
Dopo il Terremoto dell'Irpinia del dicembre '80 la Caritas si rivolge nuovamente a Don Piccio per organizzare una squadra di volontari. Il sacerdote rimane nel comune di Ricigliano dal 1981 al 1983 con tre  obiettori di coscienza al servizio militare a coordinare i volontari provenienti da ogni parte d'Italia. Dopo un anno passato a lavorare a fianco dei paesani, viene proposto agli abitanti di scavalcare le istituzioni (lente e poco interessate ai veri problemi della gente) e chiedere direttamente alla Provincia autonoma di Bolzano, che si era resa disponibile, di sostenere economicamente l'elettrificazione delle aree rurali del comune. Viene anche coordinata la ricostruzione della chiesa e degli addobbi sacri tramite una gestione pubblica del denaro. Il processo pedagogico avviato, sebbene tra molte contraddizioni e difficoltà, porta risultati concreti positivi nel comune soprattutto per il cambiamento della mentalità di diversi abitanti locali, che nel corso degli incontri organizzati si trasforma da passiva e fatalista in attiva e propositiva.
Dopo questo intervento, Don Piccio orienta il suo impegno alla elaborazione teorica e all'adattamento al contesto italiano, e sovente cittadino anziché rurale, del metodo, promuovendo campi estivi di approfondimento presso la cascina in cui vive, alcuni dei quali in collaborazione con il Movimento Internazionale di Riconciliazione e il Movimento Nonviolento. Si dedica anche alla supervisione, collaborando e sostenendo tra gli altri un intervento di applicazione del metodo di Paulo Freire realizzato da Simone Deflorian a Santo Stefano Belbo nel 2001-2005.
Nel dicembre 2005, insieme a Giovanni Bianchi, Massimo Campedelli, Anna Casella e Cesare Scurati fonda l'Istituto Paulo Freire Italia allo scopo di diffondere nel contesto italiano il pensiero del pedagogista brasiliano.
A Don Gino verrà dedicato, nell'aprile 2014, un tributo al meeting annuale del Paulo Freire Forum a San Paolo del Brasile.

## La cascina G

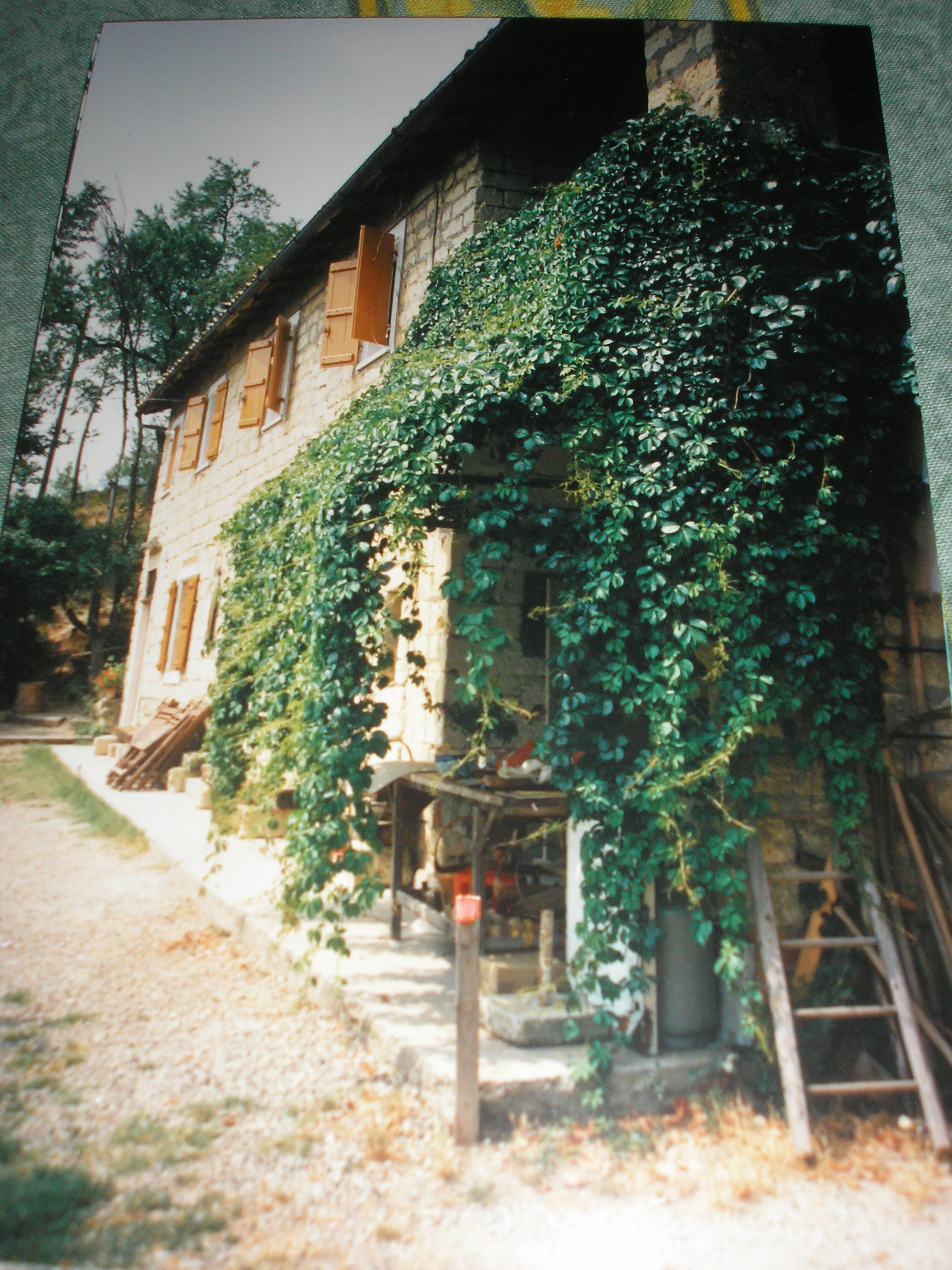
Cascina G - Ottiglio

Conclusa l'esperienza di lavoro in fabbrica, agli inizi del 1972 Gino Piccio intraprende, di sua iniziativa, un periodo di predicazione presso i preti delle parrocchie della diocesi; si sposta a piedi o in autostop, senza portare nulla con sé, chiede a volte l'elemosina e propone di regalare ogni bene ai poveri, di non prendere soldi per le attività sacerdotali e di andare a lavorare insieme con la gente. I parroci e il vescovo sono interessati ma perplessi nel mettere in pratica le proposte radicali di questo “prete viandante”, benché non ne impediscano il cammino. 
Al termine di questo periodo alcuni amici alla fine dell'anno gli offrono di stabilirsi ad Ottiglio in una cascina disabitata poco fuori da paese. Lui accetta per vivere all'insegna della povertà e della solitudine. Don Gino non chiede nulla a nessuno e non impone regole a chi si autoinvita. La sua regola è: ama incondizionatamente, l'unica cosa che conta nel cristianesimo; la condivisione dei beni accomuna tuttora il primo nucleo storico e la cascina diventa in breve tempo un luogo di preghiera, incontro e dialogo. 
A fianco della cascina allestisce una cappella con quattro lastre di lamiera ondulata per la messa; all'interno un tabernacolo in ferro, costruito dagli operai con cui lavorava, cinto da una catena spezzata e sulla cui porticina sono saldati tre chiodi, simboli della fatica dell'uomo e dello spirito libero. Sull'aia, sopra un tronco, una lastra di pietra arenaria funge da altare per le funzioni estive. L'omelia è partecipata da tutti, all'ingresso della Cascina è scritto a caratteri cubitali: “Libera un uomo, libererai te stesso”.
Per superare le differenze di ceto sociale tra i partecipanti ai suoi seminari, alla cascina G si fa sentire la gente protagonista, in libertà, attuando la propria liberazione anche con la scolarità (l'alfabetizzazione). Il teologo morale Don Leandro Rossi, reduce da uno di essi, scrive: «C'è una cosa che mi ha impressionato maggiormente, quando il Piccio fa i suoi giochi per trasmettere i messaggi. Tira fuori sempre dai presenti messaggi "positivi". Non c'è persona del gruppo che non si senta apprezzata, come se fosse l'unica al mondo. Non ho conosciuto Freire: ma penso che questa dote del positivo a tutti i costi l'avesse anche lui».

## Riconoscimenti pubblici
- Cittadinanza onoraria del comune di Ricigliano (1993).
- Premio della Pace attribuito dall'Assessorato alla Pace e dalla Consulta cittadina per la pace, la giustizia e la cooperazione internazionale di Casale Monferrato (1º ottobre 2005)[16].
- Intitolazione a suo nome dell'Auditorium di Ottiglio (12 settembre 2020)[17].